# Antonio Asencio Lozano
Antonio Asencio Lozano (m. 1939) va ser un polític i sindicalista espanyol.

## Biografia
Oriünd d'Elx, era un destacat militant del Partit Socialista Obrer Espanyol (PSOE) a Elx i també estava afiliat a la Unió General de Treballadors (UGT). Col·laborava amb el setmanari El Obrero. Després de l'esclat de la Guerra civil va passar a formar part del comissariat polític de l'Exèrcit Popular de la República, exercint com a comissari de la 110a Brigada Mixta. Hauria mort al març de 1939, durant el cop de Casado.